# Siêu đám Xử Nữ

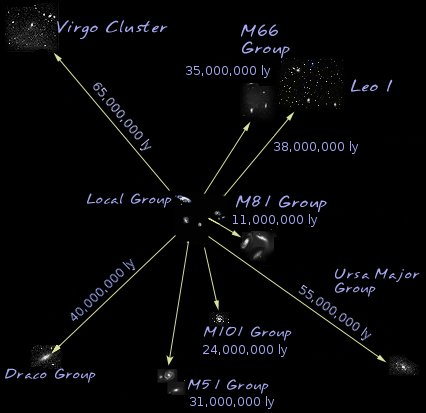
Khoảng cách từ Nhóm Địa phương tới các nhóm và đám khác trong Siêu đám Địa phương.

Siêu đám Xử Nữ, Siêu đám Virgo, hay Siêu đám Địa phương là siêu đám thiên hà không đều chứa Đám Xử Nữ, Nhóm Địa phương (nhóm chứa Ngân Hà, thiên hà Tiên Nữ) và các nhóm khác. Siêu đám này chứa hơn 100 quần tụ thiên hà với đường kính 33 megaparsec (110 triệu năm ánh sáng) và là một trong hàng triệu siêu đám thiên hà trong vũ trụ quan sát được.

## Phát hiện
Năm 1863, William và John Herschel lần đầu tiên công bố những tinh vân có hình dạng lớn nằm trong chòm sao Thất Nữ (gần phía bắc của cực thiên hà. Trong những năm 1950, nhà thiên văn người Mỹ-Pháp  Gérard Henri de Vaucouleurs lần đầu tiên đã lập luận rằng những hình dạng thiên thể quá lớn này có thể biểu diễn một cấu trúc của kiểu thiên hà lớn, và ông đưa ra thuật ngữ "Siêu thiên hà Địa phương" vào năm 1953 sau đó đổi thành "Siêu đám Địa phương" (Local Supercluster- LSC) năm 1958. (Harlow Shapley, trong cuốn sách viết năm 1959 Of Stars and Men, đưa ra thuật ngữ Metagalaxy). Các nhà thiên văn học đã tranh cãi trong các thập niên 1960 và 1970 về Siêu đám Địa phương (LS) thực sự là một cấu trúc lớn hay đây là sự sắp hàng tình cờ của các thiên hà.
Câu hỏi này đã được làm sáng tỏ nhờ những khảo sát dịch chuyển đỏ trên khoảng cách lớn thực hiện trong những thập niên 1970 và 1980, và chỉ ra một cách thuyết phục về sự tập trung theo mặt phẳng của các thiên hà dọc theo mặt phẳng của siêu thiên hà.

## Cấu trúc
Trong một bài báo hoàn chỉnh đăng năm 1982, R. Brent Tully trình bày những kết quả ông nghiên cứu về cấu trúc cơ bản của Siêu đám Địa phương (LS). Nó có hai thành phần chính: một đĩa gần phẳng chứa hai phần ba các thiên hà chiếu sáng siêu đám, và một vầng có dạng gần hình cầu chứa một phần ba còn lại. Đĩa này là một elipsoid khá mỏng (dày ~1 Mpc) với tỉ số giữa trục dài / trục ngắn ít nhất bằng 6:1, hoặc có thể cao tới 9:1.
Dữ liệu công bố vào tháng 6 năm 2003 từ kết quả của Khảo sát dịch chuyển đỏ thiên hà trường rộng 2 độ (2dF) đã cho phép các nhà thiên văn so sánh LS với các siêu đám thiên hà khác. LS biểu hiện ra là một siêu đám thiên nghèo điển hình (tức là thiếu một lõi có độ tập trung lớn) có kích thước khá nhỏ. Nó có một đám thiên hà giàu ở tâm, bao quanh bởi các sợi thiên hà và những nhóm thiên hà nghèo.
Nhóm Địa phương nằm ở biên của Siêu đám Địa phương (Siêu đám Xử Nữ) trong một sợi nhỏ mở rộng từ Đám Thiên Lô (Fornax Cluster) đến Đám Xử Nữ (Virgo Cluster). Siêu đám Xử Nữ có thể tích xấp xỉ bằng 7.000 lần so với thể tích của Nhóm Địa phương hay bằng 100 tỷ lần của Ngân Hà.

## Sự phân bố các thiên hà
Mật độ các thiên hà trong LS giảm theo bình phương khoảng cách từ tâm của siêu đám (gần đám Xử Nữ), gợi ra một điều là đám này không phải nằm ở một vị trí ngẫu nhiên. Trong siêu đám, có những sự tập trung lớn các thiên hà phát sáng (với độ sáng lớn hơn cấp sao tuyệt đối -13) trong những số nhỏ các đám mây (các nhóm gồm các đám thiên hà). 98% các thiên hà có độ sáng lớn hơn cấp sao tuyệt đối -13 được tìm thấy trong 11 đám mây sau (giảm theo thứ tự số lượng thiên hà phát sáng): đám mây Lạp Khuyển, Siêu đám Xử Nữ, Xử Nữ II (mở rộng phía nam), Sư Tử II, Xử Nữ III, Cự Tước (NGC 3672), Sư Tử I, Tiểu Sư (NGC 2841), Thiên Long (NGC 5907), Tức Đồng (NGC 2997) và NGC 5643. Đối với những thiên hà phát sáng nằm trong đĩa, một phần ba là thuộc về đám Xử Nữ, và phần còn lại nằm trong đám mây Lạp Khuyển và đám mây Xử Nữ II, cộng với một lượng đáng kể trong Nhóm NGC 5643. Các thiên hà phát sáng trong vầng (halo) cũng tập trung lại trong một số nhỏ các đám mây (94% trong 7 đám mây). Sự phân bố này cho thấy một điều là "phần lớn thể tích còn lại trong mặt phẳng siêu thiên hà là khoảng trống khổng lồ." Cấu trúc này tương tự như chúng ta quan sát các bọt xạt phòng trong chậu. Những đám và siêu đám thiên hà phẳng nhất được tìm thấy ở những chỗ các bọt này giao nhau, các bọt đó là những khoảng trống khổng lồ với thể tích gần hình cầu (đường kính xấp xỉ 20-60 Mpc) trong không gian rộng lớn của vũ trụ.
Cấu trúc sợi dài dường như là chiếm điển hình trên khoảng cách lớn của vũ trụ. Một ví dụ cho điều này đó là Siêu đám Trường Xà-Bán Nhân Mã (Hydra-Centaurus Supercluster), siêu đám gần nhất với Siêu đám Địa phương (LS), với khoảng cách bắt đầu gần 30 Mpc và mở rộng đến 60 Mpc.

## Vũ trụ học

### Động lực học trên quy mô lớn
Từ cuối những năm 1980, các nhà thiên văn đã nhận ra rõ ràng là không chỉ Nhóm Địa phương mà mọi vật chất trong bán kính ít nhất 50 Mpc đang chịu chung một hướng di chuyển lớn với vận tốc khoảng 600 km/giây theo hướng về phía Đám Củ Xích (Abell 3627) (Norma Cluster). Lynden-Bell và các tác giả khác (1988) đặt tên cho hướng di chuyển này là "Dòng hấp dẫn lớn". Trong khi các nhà thiên văn đã tin tưởng vào vận tốc của siêu đám Địa phương, nó được đo so với Bức xạ phông vi sóng vũ trụ (CMB), thì bản chất của hướng di chuyển lớn này vẫn còn chưa được hiểu hoàn toàn.

### Vật chất tối
Siêu đám Xử Nữ có khối lượng tổng cộng M ≈ 1 x 1015MMặt Trời và tổng độ sáng quang học L ≈ 3 x 1012LMặt Trời. Từ đây tỉ số giữa khối lượng và độ sáng của LS bằng khoảng 300 lần tỉ số giữa khối lượng và độ sáng của Mặt Trời, một kết quả phù hợp với các đo đạc về tỉ số này cho các siêu đám khác. Những tỉ số này là một trong những nhân tố khiến cho các nhà thiên văn nghĩ rằng phải có một lượng lớn vật chất tối trong vũ trụ.